# Авиация эфиопо-эритрейского конфликта
Авиация эфиопо-эритрейского конфликта — ВВС Эфиопии и Эритреи, сыгравшие значительную роль в войне 1998—2000 годов. Стороны выделили значительные средства на поддержку исправного состояния своей авиации и её модернизацию, чем предполагалось добиться успеха во всём конфликте. Если в начале страны ощущали нехватку лётчиков, инструкторов и техников, имели значительные проблемы с боеспособностью боевых машин, то по окончании противостояния ситуация изменилась за счёт приложения максимальных усилий по наращиванию авиамощи, иностранных поставок, помощи наёмников и военных специалистов из бывших советских республик (преимущественно россиян и украинцев). В ходе вооружённого конфликта был обнаружен ряд особенностей самолётов серий «МиГ» и «Су», ранее не фиксировавшихся в природно-климатических условиях Эфиопии и Эритреи.
Самолёты и вертолёты привлекались к бомбардировкам, воздушной разведке, эвакуациям, боям друг с другом. По минимальным оценкам, потери в авиационной технике составили 5 единиц у эритрейцев (4 МиГ-29, 1 Aermacchi MB-339) и 8 единиц у эфиопов (3 МиГ-21, 1 МиГ-23, 1 Су-25, 2 Ми-24/35). В ходе небоевых происшествий потерпели ещё четыре машины: эфиопские Су-27СК и МиГ-21, украинский Ил-76МД, разбившиеся в воздушных катастрофах, и южноафриканский Learjet-35A, ошибочно сбитый Эфиопией.

Эфиопские ВВС (первый тип).
Эфиопские ВВС (второй тип).
Эритрейские ВВС.

## Авиация сторон

### ВВС Эфиопии
Боевой состав ВВС Эфиопии, основу которых составляли советские поставки режиму ДЕРГ во время гражданской войны 1975—1991 гг., выглядел внушительно по сравнению с соседом. В состав авиагруппировки входили две эскадрильи истребителей, две истребительно-бомбардировочные части, а также две эскадрильи ударных, три транспортно-боевых и две тяжёлых транспортных вертолётов. Крупной была и учебная база, состоявшая из пяти эскадрилий. Однако после распада СССР около половины оборудования находилось в довольно изношенном состоянии из-за почти полного прекращения поставок запчастей и плохого обслуживания. Если парк боевых самолётов ещё сохранял достаточно высокую боеспособность, то в вертолётных частях царила полная разруха.
| Название                    | Изображение        | Тип                          | Страна-поставщик   | Количество         | Примечания                                                                             |                    |
| Самолётная авиация          | Самолётная авиация | Самолётная авиация           | Самолётная авиация | Самолётная авиация | Самолётная авиация                                                                     | Самолётная авиация |
| --------------------------- | ------------------ | ---------------------------- | ------------------ | ------------------ | -------------------------------------------------------------------------------------- | ------------------ |
| МиГ-23                      |                    | истребитель                  | СССР               | 13—17              | поставка времён гражданской войны                                                      |                    |
| МиГ-21                      |                    | истребитель                  | СССР · Румыния     | 24                 | - 14 советская поставка времён гражданской войны - 10 румынская поставка 1998—1999 гг. |                    |
| Су-27                       |                    | истребитель                  | Россия             | 8                  | поставка 1998—1999 гг.                                                                 |                    |
| Су-25                       |                    | штурмовик                    | СССР               | 4                  | поставка времён гражданской войны                                                      |                    |
| Aero L-39 Albatros          |                    | учебно-боевой самолёт        | Чехословакия       | 21                 | поставка времён гражданской войны                                                      |                    |
| Lockheed T-33 Shooting Star |                    | учебно-тренировочный самолёт | США                | 11                 | поставка времён монархии                                                               |                    |
| Lockheed C-130 Hercules     |                    | военно-транспортный самолёт  | США                | 4                  | поставка 1998 г.                                                                       |                    |
| Ан-26                       |                    | военно-транспортный самолёт  | СССР               | 10                 | поставка времён гражданской войны                                                      |                    |
| Ан-12                       |                    | военно-транспортный самолёт  | СССР               | 7                  | поставка времён гражданской войны                                                      |                    |
| Douglas DC-3                |                    | транспортный самолёт         | США                | 8                  | поставка времён монархии                                                               |                    |
| Harbin Y-12                 |                    | самолёт общего назначения    | Китай              | 2                  | нет дополнительной информации                                                          |                    |
| Як-40                       |                    | пассажирский самолёт         | СССР               | 1                  | поставка времён гражданской войны                                                      |                    |
| Вертолётная авиация         |                    |                              |                    |                    |                                                                                        |                    |
| Ми-24/35                    |                    | ударный вертолёт             | СССР · Россия      | 22                 | - 20 советская поставка времён гражданской войны - 2 российская поставка 1998 г.       |                    |
| Ми-8/17                     |                    | многоцелевой вертолёт        | СССР               | 20—22              | поставка времён гражданской войны                                                      |                    |
| Ми-6                        |                    | многоцелевой вертолёт        | СССР               | 10                 | поставка времён гражданской войны                                                      |                    |

### ВВС Эритреи
После обретения независимости от Эфиопии в 1993 году ВВС Эритреи имели только одну базу — Международный аэропорт Асмэра, который также являлся гражданским аэродромом (авиачасти во время войны также базировались в Масау и Асэб). Эфиопы, уходя отсюда, забрали почти всю пригодную к эксплуатации технику. У эритрейцев осталось всего несколько советских МиГов, но их не удалось привести в лётное состояние, и поэтому создание собственной авиации пришлось начинать с нуля. Власти приступили к закупкам самолётов за рубежом. Несколько пилотов прошли обучение в Италии. В начале конфликта именно её самолеты составляли основу ВВС Эритреи. В состав авиации страны входили три эскадрильи: истребительная, лёгкая штурмовая и транспортная.
| Название            | Изображение        | Тип                                    | Страна-поставщик   | Количество         | Примечания                                                               |                    |
| Самолётная авиация  | Самолётная авиация | Самолётная авиация                     | Самолётная авиация | Самолётная авиация | Самолётная авиация                                                       | Самолётная авиация |
| ------------------- | ------------------ | -------------------------------------- | ------------------ | ------------------ | ------------------------------------------------------------------------ | ------------------ |
| МиГ-29              |                    | истребитель                            | Россия             | 6—8                | поставка 1998—1999 гг.                                                   |                    |
| МиГ-23              |                    | истребитель                            | Эфиопия            | 3                  | находились в небоеспособном состоянии, остались от Эфиопии после 1993 г. |                    |
| МиГ-21              |                    | истребитель                            | Молдова            | 5—6                | поставка 1999 г.                                                         |                    |
| Су-25               |                    | штурмовик                              | Грузия             | 8                  | поставка 1999 г.                                                         |                    |
| Aermacchi MB-339    |                    | учебно-боевой самолёт/лёгкий штурмовик | Италия             | 5—6                | поставка 1996—1997 гг.                                                   |                    |
| Valmet L-90 Redigo  |                    | учебно-тренировочный самолёт           | Финляндия          | 8                  | поставка 1994 г.                                                         |                    |
| Harbin Y-12         |                    | самолёт общего назначения              | Китай              | 4                  | нет дополнительной информации                                            |                    |
| Gulfstream G150     |                    | административный самолёт               | США                | 1                  | нет дополнительной информации                                            |                    |
| Вертолётная авиация |                    |                                        |                    |                    |                                                                          |                    |
| Ми-24/35            |                    | ударный вертолёт                       | ?                  | 5                  | нет дополнительной информации                                            |                    |
| Ми-8/17             |                    | многоцелевой вертолёт                  | Россия             | 4                  | поставка 1998—1999 гг.                                                   |                    |

## Военно-технические аспекты
Первый раунд войны выявил неготовность враждующих государств к полномасштабным боевым действиям, особенно в воздухе. Эфиопы, несмотря на количественное и качественное превосходство своих ВВС, не имели подготовленных лётчиков, техников и оружейников, запчастей и были ограничены в выборе аэродромов для базирования, имевших необходимую инфраструктуру. В результате в начале конфликта боеспособные самолёты часто использовались очень неэффективно. Стороны начали прилагать значительные усилия для модернизации своих военно-воздушных сил. Считалось, что от этого зависел исход всей войны. Здесь на первый план вышли экономические возможности и количество средств, направляемых на военные нужды. В этом Эритрея значительно уступала Эфиопии. Нельзя не отметить огромную роль налаженных внешних связей, которые у Аддис-Абебе были намного лучше, чем у Асмэры.
Накануне конфликта (апрель 1998 г.) эфиопская сторона получила румынские самолёты, модернизированные израильской фирмой «Elbit» в вариант МиГ-21-2000 по программе «Lancer» 1(А). Машины переоборудовали в истребители-бомбардировщики, способные применять современные на тот момент управляемые боеприпасы по наземным и надводным целям.
Значительную работу провёл главнокомандующий ВВС и ПВО Эфиопии Абебе Тэкле Хайманота, известный в армии по прозвищу «Джоба». Он наладил почти образцовую охрану и оборону всех мест дислокации авиации, внедрил компьютеризированную канадскую систему учёта и хранения запасных частей. Скрупулезно изучив опыт ведения современных локальных войн, руководство Вооружённых Сил поставило задачу: как минимум обеспечить защиту сухопутных войск, столицы и приграничной зоны от воздушного нападения противника. Встал вопрос о закупке новых истребителей. Оперативное управление ВВС проанализировало боевые характеристики всех современных американских, французских и советских самолётов. В итоге было решено сделать ставку на последние. Абебе обратился к России за консультациями.
Летом через представителя компании «Росвооружение» полковника Владимира Нефёдова власти страны запросили недостающие материальные части и услуги необходимых специалистов, в том числе лётчиков-инструкторов. Вскоре транспортник Ил-76 доставил на базу в Дебре-Зейт 80 специалистов, комплекты бортовых РЛС, вооружение, средства связи и другое имущество, необходимое для восстановительного ремонта МиГ-21 и МиГ-23. Процессом восстановления и обновления руководил отставной генерал ВВС России Яким Янаков, ставший главным российским авиационным специалистом и советником Абебе. В свою очередь эритрейцы заручились военно-технической поддержкой Украины. Уже летом был организован воздушный мост Киев — Асмэра. Он использовался для перевозки вооружения и военной техники, поставляемой в Эритрею третьими странами.
Первоначально эритрейцы закупались у России. Сообщения о поставках довольно живо обсуждались в западной прессе, но российские СМИ информацию проигнорировали. Тем не менее 14 декабря 1998 года в аэропорту Асмэры появились первые МиГи и российские техники. Поставки в Эритрею осуществляла компания «Промэкспорт», основной задачей которой являлась продажа излишков оружия. Не исключено, что использовался метод реэкспорта через Украину. Принимая во внимание приобретение противником российских самолётов и его успехи на фронте, эфиопы решили закупить Су-27. Сначала из-за дешевизны и политической нестыковки рассматривался вариант закупки относительно новых Су-27П у Белоруссии. Однако после ознакомления с их состоянием, анализа конкретных сроков поставки и боевых возможностей белорусских самолётов выбор был сделан в пользу более универсального российского Су-27СК.

## Эксплуатация машин
В ходе эксплуатации в жарком климате и в условиях высокогорья выявился ряд особенностей российской техники, как, например, трудность перевода данных метеостанцией в миллибары или паскали атмосферного давления в миллиметров ртутного столба, на которые рассчитаны барометрические приборы на Су-27. Проблема запуска двигателей стала более серьёзной и неожиданной. При низком атмосферном давлении их запускали долго и с большими колебаниями температуры. Примечательно, что раньше такой проблемы при запуске двигателей советско-российского самолёта здесь не обнаруживалось.
Почти каждый облёт «Сушек» заканчивался раньше срока из-за отказов гидросистемы, СДУ-10 и радиоаппаратуры. Был даже случай отказа одного из двух двигателей самолёта, что привело к крушению одной машины, пилотируемой авиаторами Мызиным и Аббайнэхам. Проблемы возникали из-за неучёта лётчиками и руководством условий высокогорья аэродромов
Аналогичные сложности возникали и у МиГ-29, который базировался как на больших, так и на нормальных высотах. Отразилось наличие на истребителе только одного турбостартера, который поочередно запускал оба двигателя и прогревал их дважды от каждого запуска при значительно худших условиях охлаждения. В африканском климате данный момент привёл к снижению боевых возможностей.

## Участие в войне
Стороны старались чаще выпускать в полёт «спарки», т.е. экипажи из пилота и иностранного инструктора. Это было необходимо для получения боевого опыта большим числом лётчиков, лучшего ознакомления их с районом полётов и некоторой дезинформации противника, так как переговоры между авиаторами одной машины велись специально по радиосвязи, что имитировало полёт пары самолётов. При этом наличие второго пилота давало больше уверенности в правильности выполняемых действий и психологическое чувство поддержки новичкам, что особенно сильно сказывалось при первых боевых вылетах.
В целом господство в воздухе принадлежало эфиопам. С самого начала войны ударная авиация Эфиопии наносила удары на всю глубину территории Эритреи по военным и промышленным объектам, аэродромам и базам. Штурмовая и вертолётная авиация поддерживала армию на передовой, нанося ракетно-бомбовые удары по позициям противника. На первом этапе противостояния эфиопское командование стремилось уничтожить авиацию Эритреи, совершая налёты на авиабазы. Однако реализовать это стратегическое решение не удалось, в первую очередь, из-за отсутствия точной разведки, использования для атаки слишком малых сил и хорошей работы эритрейской системы ПВО.
В свою очередь эритрейские штурмовики и боевые вертолёты активно поддерживали свои сухопутные войска в ходе кампаний 1998 и 1999 годов, однако в 2000 году наземные части фактически действовали без прикрытия с воздуха. При этом ПВО страны продемонстрировала хорошую тактическую гибкость, мобильность и, как следствие, высокую эффективность. Её подразделения использовали старую тактику времён войны за независимость. Тщательно рассчитывались примерные воздушные маршруты движения противника, на них размещались зенитные установки и ПЗРК. Эритрейцы также достаточно эффективно прикрывали свои части на передовой.
В воздушном бою стороны впервые испытали друг друга в кампании 1999 года.
Важную роль в ВВС враждующих государств сыграли иностранные советники и военспецы. Миссию российских военных специалистов в Эфиопии возглавил генерал-полковник ВВС России в отставке Яким Янаков, его официальная должность в то время — советник Абебе Тэкле Хайманота (с согласия МИД России); штаб ВВС страны курировал генерал Иван Фролов, его помощник генерал Дмитрий Ефименко отвечал за бомбардировочную авиацию, а за боеготовность систем противовоздушной обороны – полковник Евгений Обухов, бывший командир части ПВО из подмосковной Кубинки. Официальная Асмэра получала помощь от украинцев. Стоит отметить, что и на стороне Эфиопии сражалось некоторое количество украинцев, как и россиян на стороне Эритреи, а среди бойцов Янакова были также белорусы.
Согласно некоторой информации, российские специалисты могли вступать в боестолкновения с гражданами бывших советских республик, воевавших на стороне эритрейцев, в частности, с украинцами. Со слов Александра Мишина, соучредителя украинского Центра исследования Африки, фактически все лётчики враждующих сторон были с Украины и России, вступая в стычки друг с другом. Он даже назвал события 1998—2000 годов «первой российско-украинской войной».
Ни одна из сторон, обвиняя противника в использовании наёмников из бывшего СССР, наличие таковых у себя не признала. Однако в Эфиопии подтвердили факт присутствия российских граждан среди авиатехников, но деятельность российских офицеров в роли советников и пилотов отрицалась.

## Список авиапроисшествий
Следующий список авианалётов, воздушных боёв и других инцидентов с ВВС во время конфликта создан по данным украинского историка авиации Михаила Жирохова.

### Воздушные налёты
| Дата                   | Место                                                                                              | Машины                  | Примечания |
| Эфиопов на эритрейцев  | Эфиопов на эритрейцев                                                                              | Эфиопов на эритрейцев   | Эфиопов на эритрейцев |
| ---------------------- | -------------------------------------------------------------------------------------------------- | ----------------------- | --- |
| 05.06.1998             | Международный аэропорт Асмэры                                                                      | 2 МиГ-23БН              | 1 погибший и 5 раненых; повреждения получили лайнер авиакомпании Aero Zambia и два ангара; сбит МиГ-21БН                                    |
| 06.06.1998             | Международный аэропорт Асмэры                                                                      | 2 МиГ-23МФ              | сбит МиГ-21МФ с бортовым номером 1083; пилот полковник Бэзабых Петрос катапультировался и взят в плен на месте приземления                  |
| 07.06.1998             | Международный аэропорт Асмэры                                                                      | неизвестно              | нет дополнительной информации |
| 21.02.1999             | Аэродром Асэба                                                                                     | ? МіГ-23                | нет дополнительной информации |
| 23.02.1999             | Аэродром Асэба, центр материально-технического обеспечения в Харсэле                               | ? МиГ-23                | нет дополнительной информации |
| 24.02.1999             | Аэродром Асэба                                                                                     | ? МиГ-23                | взлётно-посадочная полоса серьёзно повреждена                                                                                               |
| 26.02.1999             | Центр материально-технического обеспечения в Харсэле, аэродром Асэба                               | 4 МиГ-23БН (на Харсэле) | нет дополнительной информации |
| 16.05.1999             | Портовый комплекс в Масауа, учебный центр Сауа, военных объекты близ городов Мэндэфэра и Ады-Кэйих | ? МиГ-23                | уничтожен товарный склад в Масауа |
| 09.06.1999—13.06.1999  | дорога Мэндэфэра-Арэса-Барэнту                                                                     | неизвестно              | под местечком Дас у Барэнту пострадали позиции тяжёлой артиллерии, центр материально-технического снабжения, склад вооружения и боеприпасов |
| ~25.06.1999—27.06.1999 | Портовый комплекс и аэропорт Асэба                                                                 | неизвестно              | нет дополнительной информации |
| 19.05.2000             | Учебный центр Сауа                                                                                 | ? МиГ-23                | нет дополнительной информации |
| 20.05.2000             | Мэндэфэра                                                                                          | неизвестно              | уничтожена самоходная пусковая установка ЗРК 2К12 «Квадрат»                                                                                 |
| 28.05.2000             | Электростанция Хиргига                                                                             | 2 МиГ-23                | станция выведена из строя |
| 29.05.2000             | Асмэра, Масауа, Мэндэфэра                                                                          | 4 МиГ-23 (на Асмэру)    | в Асмэре уничтожены диспетчерская вышка аэропорта и хранилище авиационного топлива, повреждения получили ВПП и система энергоснабжения      |
| 01.06.2000—02.06.2000  | Портовый комплекс Асэба                                                                            | ? МиГ-23                | нет дополнительной информации |
| Эритрейцев на эфиопов  | |                         | |
| 05.06.1998             | административные здания, аэродром и начальная школа Мэкэле                                         | 2 MB-339CE              | в начальной школе погибли 53 гражданских лица                                                                                               |
| 06.06.1998             | Мэкэле                                                                                             | ? MB-339CE              | сбит MB-339CE; пилот катапультировался и был успешно эвакуирован вертолетом Ми-8                                                            |
| 10.06.1998             | больница Эрдэ-Матиас (сектор Бадме)                                                                | ? MB-339                | 30 погибших |
| 11.06.1998             | автовокзал, фармацевтическая фабрика и склад питания Адиграта                                      | 4 MB-339; 2 Мі-8        | 4 убитых и 30 раненых; склад продовольствия сгорел                                                                                          |
| 05.02.1999             | состав горюче-смазочных материалов в Адиграте                                                      | 2 MB-339                | нет дополнительной информации |
| 07.02.1999             | Адиграт                                                                                            | ? MB-339                | 7 раненых |

### Воздушные бои
| Дата       | Место        | Эфиопы  | Эритрейцы | Примечания |
| ---------- | ------------ | ------- | --------- | --- |
| 21.02.1999 | неизвестно   | 1 Су-27 | 2 МиГ-29  | 1 эритрейский МиГ-29 повреждён/сбит ракетой Р-27 |
| 25.02.1999 | сектор Бадме | 2 Су-27 | 4 МиГ-29  | 1 эритрейский МиГ-29 сбит ракетой Р-27; предположительно лётчиками были украинцы и россияне, о чём свидетельствуют радиопереговоры на русском языке |
| 26.02.1999 | сектор Бадме | ? Су-27 | ? МиГ-29  | 1 эритрейский МиГ-29 сбит ракетой Р-27 либо пушечным огнём                                                                                          |
| 16.05.2000 | Баренту      | ? Су-27 | 2 МиГ-29  | 1 эритрейский МиГ-29 сбит ракетой Р-27, 1 повреждён                                                                                                 |

### Прочие инциденты
- 17 июля 1998 года один из украинских Ил-76МД (регистрационный номер UR-UCI), осуществлявших перевозки специмущества, потерпел катастрофу и упал близ Асмэры.
- 6 января 1999 года полковник Вячеслав Мызин и лейтенант Аббайнэх, пилотируя Су-27СК во время демонстрационного полёта на авиабазе Дэбрэ-Зэйт, отвлеклись при выполнении фигуры высшего пилотажа «колокол» и потеряли скорость[14]. Машина вошла в штопор[11]. Россиянин успешно катапультировался, а его напарник-эфиоп погиб. Катастрофа произошла на глазах у президента страны Негассо Гидады.
- Утром 14 февраля 1999 года средства ПВО Эритреи сбили вражеский Ми-24 в районе Буре. Потеря была подтверждена эфиопской стороной. 24 февраля эритрейцы снова зачислили Ми-24 на свой счёт, но на этот раз противник отрицал потерю машины.
- 18 марта 1999 г. эритрейским военным удалось огнём с земли повредить один из двух эфиопских Ми-35. Вертолёт (бортовой номер 2108) совершил посадку в тылу врага и был захвачен им практически в рабочем состоянии. Машину отремонтировали украинские специалисты и включили в состав ВВС Эритреи.
- Во время одного из тренировочных полётов 20 апреля 1999 года разбился эфиопский МиГ-21. Самолёт летел на предельно малой высоте, но столкнулся с опорой ЛЭП и разбился в 17 км к северу от города Арба-Мынч. Под завалами погибли восемь местных жителей, ещё 14 человек получили ранения.
- 24 мая и 11 июня 1999 года эритрейцы заявляли, что сбили два Ми-35 (по одному в день), а 13 и 14 июня — два МиГ-23. Эфиопская сторона не прокомментировала эти заявления.
- 29 августа 1999 г. самолет Learjet 35 авиакомпании «Execujet», летевший по маршруту Неаполь — Джибути — Йоханнесбург, был случайно сбит Су-27 ВВС Эфиопии. Оба пилота гражданского самолёта погибли.
- 24 мая 2000 года эритрейцы заявили, что сбили два эфиопских истребителя в районе города Ади-Кейих, а всего с начала майской операции — четыре МиГ-23, два Су-25 и один Ми-24.